# Bracknell Forest
Bracknell Forest ist eine Unitary Authority und ein Borough in der Grafschaft Berkshire.
Die Gebietskörperschaft wurde am 1. April 1974 als District Bracknell gegründet. Im Mai 1988 erhielt es den Status einer Boroughs und der Name wurde in Bracknell Forest geändert. Als am 1. April 1988 der Grafschaftsrat von Berkshire aufgelöst wurde, wurde Bracknell Forest eine Unitary Authority.
Auf dem Gebiet von Bracknell Forest liegen sechs Gemeinden (Parish). Dies sind, neben dem Verwaltungssitz Bracknell noch Binfield, Crowthorne, Sandhurst, Warfield und Winkfield.
Seit 1973 unterhielt Bracknell Forest eine Städtepartnerschaft mit der deutschen Stadt Opladen, die nach deren Eingemeindung von Leverkusen übernommen wurde.